# Doris Meißner-Johannknecht
Doris Meißner-Johannknecht (* 17. November 1947 in Dortmund) ist eine deutsche Autorin.

## Leben
Doris Meißner-Johannknecht hat Germanistik, Publizistik, Pädagogik und Theaterwissenschaften studiert und 18 Jahre als Lehrerin gearbeitet. Sie schreibt seit vielen Jahren literarische Texte und Essays, ist aber auch als Rezensentin für Kinder- und Jugendmedien tätig. Eines ihrer vielen Erfolgsbücher „Vollkornsocken“ wurde verfilmt und 1996 vom ZDF in zwei Teilen gesendet. Seit 1990 ist sie freie Schriftstellerin und lebt heute mit ihrer Familie in Dortmund. Neben einer Vielzahl von Auszeichnungen bekam sie im Jahre 1998 den Literaturpreis Ruhrgebiet.

## Werke
- Kassandra muß weg. 1988.
- Schön, daß Du bleibst, Kalle. 1989.
- Super-Max oder Die Reise ins Paradies. 1992.
- Mein Papa ist ein Ritter. 1993.
- Amor kam in Leinenschuhen. 1993.
- Leanders Traum. Anrich Verlag 1994.
- ULURU – Platz der Wunder. 1994.
- Ninas Geheimnis. 1995.
- Badewannenrallye. Patmos, Düsseldorf 1995, ISBN 3-491-37323-9.
- Traumtänzer. 1995.
- Vollkornsocken. 1996.
- Tuchfühlung. 1996.
- Verliebt. 1996.
- Vollkornsteine bringen Glück. 1997.
- Geschichte vom Hasen. 1997.
- Angelo fährt ab. 1997.
- Vollkornträume. 1998.
- Kleine Fahrradgeschichten. 1997.
- Verliebt. 1998.
- Die Puppe Bella oder Bloß keine Schwester. 1998.
- Nordseedschungel. 1998.
- Malte am Meer. 1998.
- Rattenflug. 1999.
- Jagdfieber. 1999.
- Konkurrenz für 007. 1999.
- Die Fährte des Bären. 2000.
- Roadmovie. 2001.
- Cool am Pool. 2001.
- E-M@il in der Nacht. 2004.
- Pink Chocolate. Eine Story. 2002.
- Green Eyes. Eine Story. 2002.
- Vogelfrei. 2003.
- Der Sommer, in dem alles anders war. 2003.
- Die große Chance. Das neue Leben des Jonny W. 2003.
- Leas neues Kuscheltier. 2003.
- Paradise lost? Eine Story. 2003.
- Vollkornsocken – forever. Beltz und Gelberg, Weinheim/Basel 2004, ISBN 3-407-78643-3.
- Der Engel von Berlin. 2005.
- Eddy – Der Himmel in Dir. 2006.
- Vogelfrei. 2006.
- Geisterhaus oder: Das Grauen lauert hinter der Tür. 2007.
- Kleine Fahrradgeschichten. 2007.
- Nix wie weg. 2007.
- Ein Geburtstag. 2007.
- Konkurrenz für 007. 2009.
- Glück gehabt? 2010.
- Die große Chance. 2011.
- Nur ein Spiel? 2012.
- Aus der Tiefe 2015
- Juri West sieht rot 2017
- Morgen sag ich es 2018